# 다원적 무지
‘다원적 무지’는 데니얼 카츠(Daniel Katz)와 플로이드 헨리 올포트(Floyd H. Allport)가 만든 용어이다. 주로 사회과학 분야에서 이용한다.
다원적 무지는 ‘실제로는 다수의 개인들이 주목하고 있는 특정한 이슈임에도 불구하고, 특정 개인에게는 이 이슈가 소수의 입장일 것이라고 잘못 인지되는 것’을 의미한다.

## 같이 보기
- 애빌린의 역설
- 동조실험
- 동조
- 집단사고
- 동조 압력
- 정치적 올바름
- 죄수의 딜레마
- 침묵하는 다수
- 침묵의 나선
- 사슴 사냥 게임